# Nunataki Nezametnye
Nunataki Nezametnye är en nunatak i Antarktis. Den ligger i Östantarktis. Australien gör anspråk på området. Toppen på Nunataki Nezametnye är 1 798 meter över havet.
Terrängen runt Nunataki Nezametnye är huvudsakligen lite kuperad. Trakten är obefolkad. Det finns inga samhällen i närheten.